# Guy Peʾer
Guy Peʾer (* 3. Juni 1975 in Haifa, Israel) ist ein israelischer Ökologe. Er arbeitet am Helmholtz-Zentrum für Umweltforschung – UFZ sowie am Deutschen Zentrum für integrative Biodiversitätsforschung (iDiv) in Leipzig.
Guy Peʾer studierte in Jerusalem Life Science und promovierte an der Ben-Gurion-Universität im Negev. Heute arbeitet er am UFZ und am iDiv in Leipzig, im Department Ökosystemleistungen (Ecosystem Services), das mit beiden Institutionen assoziiert ist.
In seiner Forschung versucht er verschiedene Ebenen und Bereich der Ökologie zu verbinden: er arbeitet in der Tier-Verhaltensforschung, zu Populationsdynamik, zu Strukturen und Mustern von Biodiversität. Er kombiniert Modellansätze mit praktischen Feldexperimenten und sucht nach Rückschlüssen für Naturschutzmaßnahmen. Er arbeitet mit unterschiedlichen Tiergruppen, vor allem mit Schmetterlingen und Widderchen, aber auch mit Säugetieren (z. B. dem Luchs), Vögeln und verschiedenen Pflanzen.
Seit ca. 2010 befasst er sich zunehmend auch mit der EU-Agrarpolitik, insbesondere mit Fragen des Umweltschutzes im Rahmen der Gemeinsamen Agrarpolitik (GAP). So veröffentlichte er als Erstautor zwei Aufsätze zu diesem Thema in der renommierten Zeitschrift Science (2014 und 2019). 2017 erschien ein von ihm geleiteter Fitness-Check-Bericht über die GAP, der vom Naturschutzbund Deutschland (NABU) und BirdLife International in Auftrag gegeben wurde. 2020 initiierte er einen Aufruf an die Europäische Kommission zur nachhaltigkeitsorientierten Reform der GAP.
Er entwickelte das Programm FunCon, mit dessen Hilfe Auswirkungen von Habitatfragmentierung modelliert werden können.

## Schriften (Auswahl)
- Guy Peʾer, Aletta Bonn, Helge Bruelheide, Petra Dieker, Nico Eisenhauer, Peter H. Feindt, Gregor Hagedorn, Bernd Hansjürgens, Irina Herzon, Ângela Lomba, Elisabeth Marquard, Francisco Moreira, Heike Nitsch, Rainer Oppermann, Andrea Perino, Norbert Röder, Christian Schleyer, Stefan Schindler, Christine Wolf, Yves Zinngrebe, Sebastian Lakner: Action needed for the EU Common Agricultural Policy to address sustainability challenges. In: People and Nature. Band 2, 2020, S. 305–316, doi:10.1002/pan3.10080.
- Guy Peʾer u. a.: A greener path for the EU Common Agricultural Policy. In: Science. Band 365, Nr. 6452, 2019, S. 449–451, doi:10.1126/science.aax3146.
- Guy Peʾer u. a.: EU agricultural reform fails on biodiversity. In: Science. Band 344, Nr. 6188, 2014, S. 1090–1092, doi:10.1126/science.1253425.
- Petr Keil, Oliver Schweiger u. a.: Patterns of beta diversity in Europe: the role of climate, land cover and distance across scales. In: Journal of Biogeography. 39, 2012, S. 1473, doi:10.1111/j.1365-2699.2012.02701.x.
- Gustavo Zurita, Guy Peʾer u. a.: Edge effects and their influence on habitat suitability calculations: a continuous approach applied to birds of the Atlantic forest. In: Journal of Applied Ecology. 49, 2012, S. 503, doi:10.1111/j.1365-2664.2011.02104.x.
- Guy Peʾer, Catharine van Maanen u. a.: Butterfly diversity at the ecotone between agricultural and semi-natural habitats across a climatic gradient. In: Diversity and Distributions. 17, 2011, S. 1186, doi:10.1111/j.1472-4642.2011.00795.x.
- Guy Peʾer, Josef Settele: The rare butterfly Tomares nesimachus (Lycaenidae) as a bioindicator for pollination services and ecosystem functioning in northern Israel. In: Israel Journal of Ecology & Evolution. 54, 2013, S. 111, doi:10.1560/ijee.54.1.111.
- Guy Peʾer, Simone K. Heinz, Karin Frank: Connectivity in Heterogeneous Landscapes: Analyzing the Effect of Topography. In: Landscape Ecology. 21, 2006, S. 47, doi:10.1007/s10980-005-1622-7.